# Møderet
Møderet er inden for retsvæsenet en advokats ret til at repræsentere parter i retssager for de forskellige retsinstanser. Enhver beskikket advokat har møderet for byretterne, Den Særlige Klageret og i visse sager Sø- og Handelsretten.

## Møderet for landsret
En advokat, der har møderet for landsret, er berettiget til at repræsentere parter i sager for landret og i alle sager for Sø- og Handelsretten.
Møderet for landsret opnås ved at bestå en prøve i procedure. Prøven kan aflægges af advokater og autoriserede advokatfuldmægtige med en proceduretilladelse. Prøven består i udførelsen af to retssager, der afsluttes med en mundtlig hovedforhandling.
Den ene sag kan være en retssag i byretten med kollegial behandling eller en sag med sagkyndige dommere. Den anden sag skal aflægges for Østre eller Vestre Landsret, Sø- og Handelsretten eller Grønlands Landsret som kollegialret. En retssag kan kun danne grundlag for prøven, hvis vedkommende retsinstans vurderer, at sagen er egnet. Landsretterne eller Sø- og Handelsretten kan ud fra den første sags karakter og udførelse erklære prøven for bestået alene på grundlag af denne sag. Hvis der udføres to retssager, skal den anden sag udføres senest fem år efter udførelsen af den første sag, medmindre den retsinstans, hvor den anden sag føres, meddeler undtagelser herfra.
Man kan kun blive indstillet til prøven to gange.

## Møderet for Højesteret
En advokat, der har møderet for Højesteret, er berettiget til at repræsentere parter i sager for Højesteret.
Møderet for Højesteret opnås ved at indgive en anmeldelse til Højesterets justitskontor. Anmeldelsen skal vedlægges en erklæring fra Advokatrådet om, at pågældende advokat i mindst fem år har arbejdet som advokat med møderet for landsret samt en erklæring fra en landsretspræsident om, at advokaten er øvet i procedure - en såkaldt "øvethedserklæring".
En advokat skal som udgangspunkt have udført omkring ti almindelige civile retssager inden for en periode på fem år, og sagsførelsen skal have været forsvarlig.
Møderetten attesteres af Højesterets administrationschef. Der er ca. 1.820 advokater med møderet for Højesteret i Danmark.